# Tococa quadrialata
Tococa quadrialata là một loài thực vật có hoa trong họ Mua. Loài này được (Naudin) J.F. Macbr. miêu tả khoa học đầu tiên năm 1941.